# شیر دریایی کالیفرنیا
شیر دریایی کالیفرنیا (نام علمی: Zalophus californianus) نام یک گونه از سرده فزون‌تاج است.